# Иван Томашевић
 Иван Томашевић Жућа (Ваљево, 14. фебруар 1959) српски је телевизијски, филмски и позоришни глумац, редитељ и драмски писац.

## Биографија
Рођен је 14. фебруара 1959. године у Ваљеву. Томашевић је првак Шабачког позоришта од 1979. године, где је до данас одиграо више од педесет значајних улога у различитим жанровима, редитељским концепцијама и стиловима игре. Његова супруга Анета Томашевић такође је глумица.
За свој рад на пољу глуме освојио је велики број награда укључујући дванаест глумачких награда на Фестивалу Јоаким Вујић, две награде Талија феста, Награду Зоранов брк, Награду за главну улогу на „Јоаким-интер фесту”, Златну колајну публике на Фестивалу монодраме и пантомиме у Београду, Награду Удружења драмских уметника, Награду „Борис Ковач” за уметнички допринос Шабачком позоришту и бројне друге награде на фестивалима у Србији, Босни и Херцеговини, Северној Македонији, Румунији и Русији.
Поред ангажовања у позоришту остварио је и филмске и телевизијске улоге, а у Шабачком позоришту са глумицом Анетом Томашевић основао је трупу „Сцена Маска” која се бави театарским истраживањем, режијом, глумом и педагошким радом. Томашевић је члан Удружења драмских уметника Србије и Удружења драмских писаца Србије.
Прву филмску улогу остварио је 1988. године у остварењу Зорана Чалића, Сулуде године, а након тога и улогу у ТВ филму Тесна кожа: Новогодишњи специјал, који је премијерно емитован 1992. године. Као психијатар појавио се у једној епизоди серије Породично благо, а након неколико година паузе у свету филма, појавио се са мањом улогом у филму Lo scandalo della Banca Romana, 2010. године. Улогу попа Јанка остварио је у три епизоде ТВ серије Мирис кише на Балкану, а након тога имао је улогу у филму Vacanze di Natale a Cortina као Фиодор Исаковић.
У филму Чекрк из 2013. године играо је у улози Цицваре, а након тога у филму Каинов ожиљак, улогу генерала Владимира Ваухника. Остварио је улогу политичара у две епизоде ТВ серије Сумњива лица, као и улогу оца Макарија у шест епизода серије Синђелићи. У ТВ серији Немањићи — рађање краљевине глумио је другог главара, а у серији Јутро ће променити све имао је улогу новинара на коктелу. Улогу Јове имао је у филму Делиријум тременс из 2019. године, а након тога улогу и у серији Шифра Деспот. У ТВ серији Делиријум тременс такође је глумио улогу Јове, а након тога појавио се и у серији Група.
Поред ангажовања на филму, ТВ и у позоришту, Томашевић је написао сценарио за Свечану академију, Бој на Дубљу, ТВ серије Гле неко звони и Да се не прочује, аутор је монодрама Зоран Радмиловић, Нушићев оптималан број, Велики рат, а писао је и за децу и то: Баку о чоколади, Времеплов, Новогодишњи бал и Позоришне чаролије. Режирао је представе Клара догодило се нешто неочекивано, Кључ, Краљица смеха, Омер и Мерима, Сироти мали хрчки, Нушићев оптималан број, Пусти ме да сањам, Како постати глумац, Свети Георгије убива аждаху, Ретроморфозу и многе друге.

## Награде
- Награда публике за најбољу монодраму на Фестивалу монодраме у Битољу 2015. године[3]
- Златни медаљон „Љубиша Јовановић”
- Награда „Љубиша Јовановић”
- Награда за главну улогу на Јоаким-интер-фесту[3]
- Награда за главну улогу на Јоаким-фесту
- Награда за главну улогу на интернационалном фестивалу „Аутор” у Темишвару[2]
- Дванаест награда за глуму на Фестивалима Јоаким Вујић[3]
- Две награде на фестивалима „Талија фест”, Београд
- Две награде „Зоранов брк”, Зајечар
- Награда „Златни печат”, Бањалука
- Награда удружења драмских уметника
- Награда „Борис Ковач”, Шабац[2]
- Награда за најбољу улогу, Фестивал малих сцена, Бијељина[3]
- Награда стручног жирија – бронзана маска - за представу у целини (текст и режија) за представу „Клара догодило се нешто неочекивано” на интернационалном фестивалу ТРЕМА ФЕСТ
- Награда публике – сребрна маска – за представу у целини (тексти режија) за представу „Клара догодило се нешто неочекивано” на интернационалном фестивалу ТРЕМА ФЕСТ
- Мостарска лиска[2]
- Награда за глумачко остварење на III Комедија фесту
- Златна колајна публике, Фестивал монодраме и пантомиме, Београд[3]
- Награда спонзора фестивала, Фестивал монодрама и пантомиме, Београд
- Награда за најбољу мушку улогу на Фестивалу комедије у Зворнику
- Велика награда публике за најбољу представу („Краљица смеха”) на Фестивалу дуо-драме[3]
- Награда Међународног стручног жирија за најбољи глумачки пар (са Анетом Томашевић) за представу „Ћелава певачица” на Фестивалу „Ристо Шишков - фестивал НЕТА” у Струмици
- Награда за најбољег глумца Фестивала на XXX Фестивалу позоришта У Липецку (Русија) 2014. године.[3]

## Филмографија
| Год.       | Назив                            | Улога                    |
| ---------- | -------------------------------- | ------------------------ |
| 1980-е     |                                  |                          |
| 1988.      | Сулуде године                    |                          |
| 1990-е     |                                  |                          |
| 1992.      | Тесна кожа: Новогодишњи специјал |                          |
| 1993—1996. | Срећни људи                      | психијатар               |
| 2000-е     |                                  |                          |
| 2002.      | Породично благо                  | пљачкаш III              |
| 2010-е     |                                  |                          |
| 2010.      |                                  |                          |
| 2010—2011. | Мирис кише на Балкану            | поп Јанко                |
| 2011.      |                                  | Фиодор Исаковић          |
| 2013.      | Чекрк                            | Цицвара                  |
| 2015.      | Каинов ожиљак                    | генерал Владимир Ваухник |
| 2016.      | Сумњива лица                     | политичар 1              |
| 2016—2017. | Синђелићи                        | отац Макарије            |
| 2018.      | Немањићи — рађање краљевине      | други главар             |
| 2018.      | Јутро ће променити све           | новинар на коктелу       |
| 2019.      | Делиријум тременс                | Јова                     |
| 2019.      | Шифра Деспот                     | физијатар                |
| 2019.      | Делиријум тременс (ТВ серија)    | Јова                     |
| 2019.      | Група                            |                          |
| 2020-е     |                                  |                          |
| 2021.      | Феликс                           | Миленко Филиповић        |

## Представе
| Представа                 | Улога            | Редитељ                           |
| ------------------------- | ---------------- | --------------------------------- |
| Прошлог лета у Ћулимску   | Пашка            | Славенко Салетовић                |
| Сиротице                  | Пера             | Славко Салетовић                  |
| Смртоносна мотористика    | Куфта Паганини   | Миливоје Мишко Милојевић          |
| Амадеус                   | Амадеус Моцарт   | Мишко Милојевић                   |
| Стјуардесе                | Робер            | Петар Говедаровић                 |
| Робије О. Давича          | Слободан Раденик | Петар Говедаровић                 |
| Селектор                  | Бода             | Александар Лукач                  |
| Пивара                    | Јаго             | Александар Лукач                  |
| Војцек                    | Војцек           | Александар Лукач                  |
| Симовић                   | Дробац           | Александар Лукач                  |
| Лулу                      | Алва             | Александар Лукач                  |
| Танго                     | Артур            | Радослав Миленковић               |
| Тетовиране душе           | Војдан           | Радослав Миленковић               |
| Плеј Стринберг            | Курт             | Љуба Милошевић                    |
| Ларго десолато            | Леополд Копжива  | Љуба Милошевић                    |
| Јеси ли то ти Нормане     | Гарсон           | Никита Миливојевић                |
| Ћелава певачица           | Г-дин Мартин     | Никита Миливојевић                |
| Мандрагола                | Сиро             | Никита Миливојевић                |
| Риз и Гил су мртви        | Први глумац      | Никита Миливојевић и Јован Грујић |
| Писмо глава               | Максимилијан     | Нађа Јањетовић                    |
| Насип                     | Рудолф Штал      | Ненад Бојић                       |
| Бела кафа                 | Дели Јова        | Ноно Драговић                     |
| Смрт трговачког путника   | Биф              | Александар Ђорђевић               |
| Бановић Страхиња          | Бановић Страхиња | Александар Ђорђевић               |
| Живот је леп              | Невен            | Александар Ђорђевић               |
| Долазе молери             | Тоза предузимач  | Александар Ђорђевић               |
| Бонтани Ћифта             | Јова Абаџић      | Дејан Крстовић                    |
| Чаруга                    | Чаруга           | Мирослав Трифуновић               |
| Кланац                    | Милорад Бекрија  | Љубослав Мајера                   |
| Мрешћење шарана           | Кум Света        | Кокан Младеновић                  |
| Буздован                  | Пјер Роси        | Кокан Младеновић                  |
| Сабирни центар            | Јанко            | Кокан Младеновић                  |
| Дуго путовање у Јевропу   | Секретар Миловић | Кокан Младеновић                  |
| Коштана                   | Хаџи Тома        | Југ Радивојевић                   |
| Дон Жуан се враћа из рата | Дон Жуан         | Владимир Лазић                    |
| Зидање Скадра             | Угљеша           | Владимир Лазић                    |
| Власт                     | Тоза             | Мира Бањац                        |
| Учене жене                | Арист            | Љиљана Ивановић                   |
| Протуве пију чај          | Глумац           | Југ Радивојевић                   |
| Ближи небу                | Трајче           | Жељко Хубач                       |
| Догађај у стану бр.2      | Наратор          | Никита Милојевић                  |
| Алкохоличари              | Аћуш             | Валентин Венцел                   |
| Омер и Мерима             | Идриз            | Иван Томашевић                    |
| Бубњеви у ноћи            | Карл Балике      | Александар Лукач                  |
| Луда лова                 | Зоран Петровић   | Љиљана Ивановић                   |
| Ожалошћена породица       | Агатон           | Бојана Лазић                      |
| Пусти ме да сањам         | Судија           | Иван Томашевић                    |
| Аутобиографија            | Нушић            | Иван Томашевић                    |
| Зоран Радмиловић          | Глумац           | Андреа Ада Лазић                  |
| Поручник са Инишмора      | Дони             | Игор Дамјановић                   |
| Ратко и Јулијана          | Еврем            | Жељко Хубач                       |
| Млади Стаљин              | Стаљин           | Небојша Брадић                    |
| Тектоника осећања         | Мадам Помере     | Андреа Ада Лазић                  |
| Каинов ожиљак             | Пуковник Ваухник | Југ Радивојевић                   |
| Перикле                   | Клеон            | Никита Миливојевић                |
| Живот је сан              | Клоталдо         | Александар Лукач                  |